# Piz Piot
Piz Piot är en bergstopp i Schweiz.   Den ligger i regionen Maloja och kantonen Graubünden, i den sydöstra delen av landet, 170 km öster om huvudstaden Bern. Toppen på Piz Piot är 3 053 meter över havet, eller 141 meter över den omgivande terrängen. Bredden vid basen är 0,96 km.
Terrängen runt Piz Piot är bergig åt sydväst, men åt nordost är den kuperad. Runt Piz Piot är det glesbefolkat, med 8 invånare per kvadratkilometer.. Närmaste större samhälle är Silvaplana, 17,1 km öster om Piz Piot. 
Trakten runt Piz Piot består i huvudsak av gräsmarker.